# Drombus lepidothorax
Drombus lepidothorax is een straalvinnige vissensoort uit de familie van grondels (Gobiidae). De wetenschappelijke naam van de soort is voor het eerst geldig gepubliceerd in 1945 door Whitley.